# Даниїл (пророк)
Даниї́л, Де́нієл (івр. דָּנִיּאֵל Даніе́ль — «Бог мій суддя») — біблійний пророк, що жив за царювання Дарія та Кира Перського. 
Книга пророка Даниїла — одна з пророчих книг Старого Заповіту, яка на відміну від інших написана арамейською мовою. В ній описується історія пророка Даниїла за часів панування царя Дарія в Персії та видіння майбутнього.

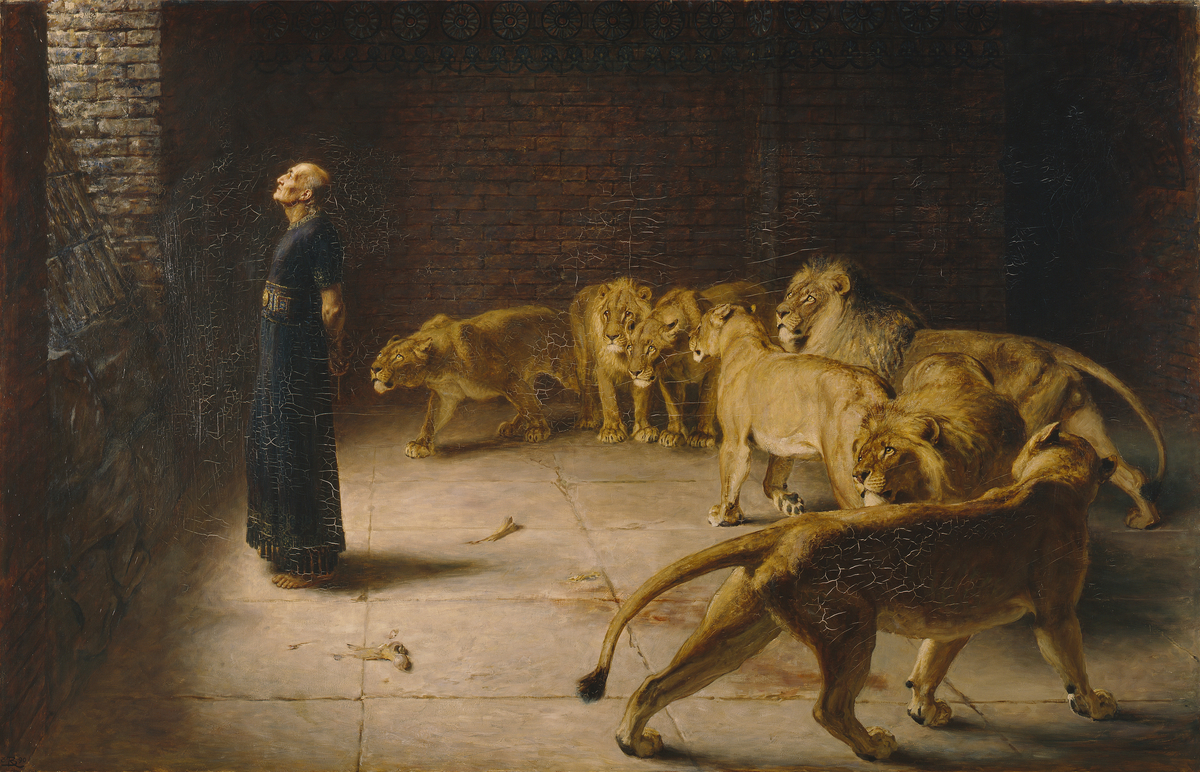
Daniel's Answer to the King (Briton_Rivière, 1890; Manchester Art Gallery)

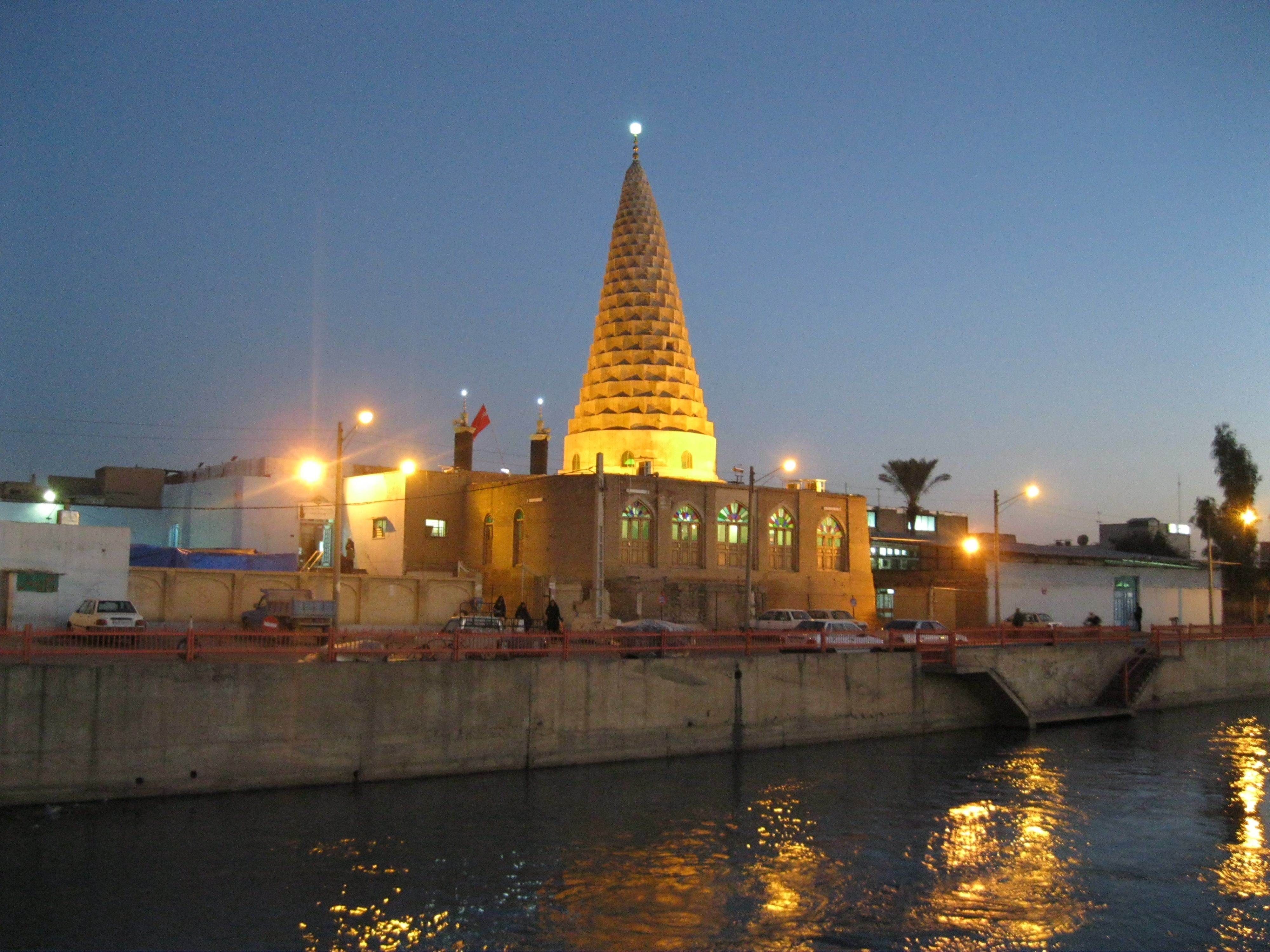
Усипальниця пророка Даниїла. Центр паломництва (Сузи, Іран)

У християнстві Даниїла шанують як великого пророка, який передбачив час народження Христа (пророцтво про сімдесят седмин), віддання Христа на смерть і прийдешню руйнацію Єрусалимського храму, що ознаменувало кінець старозавітних жертвоприношень.

## Біблійна історія за книгою пророка Даниїла
Суть історії пророка Даниїла така: перський цар Дарій полюбив Даниїла і зробив його одним з трьох головних начальників у своєму царстві, а потім хотів навіть йому одному доручити управління царством. Інші ж вельможі заздрили Даниїлові і вирішили погубити його. Вони знали, що Даниїл щоденно тричі молиться Богу, відчиняючи вікно, повернуте в бік Єрусалима. Тому вони прийшли до царя і просили дати розпорядження, щоб ніхто не смів, упродовж тридцяти днів, звертатися з проханням до якогось бога, чи людини, крім самого царя. Якщо ж хто порушить цей наказ, того кинути у лев'ячий рів. Цар погодився. Але пророк Даниїл, як і раніше, щоденно молився Богу і просив собі у Нього ласки. Вороги його донесли про це цареві. Тоді Дарій зрозумів, що його обманули, однак уже не міг скасувати свого наказу і мусив кинути Даниїла до левів. На другий день, рано-вранці, цар поспішив до рову і голосно запитав: "Даниїле, рабе Бога живого! Бог твій, Якому ти незмінно служиш, чому ж не врятував тебе від левів?" Даниїл відповів йому з рову: "Царю! Бог мій послав Свого ангела закрити пащі левів, бо я виявився чистим перед Ним, і перед тобою, царю, я не вчинив злочину". Тоді цар звелів витягти Даниїла з рову, а туди кинути його звинувачувачів. І не встигли вони торкнутися землі, як леви схопили і розірвали їх. Після цього цар Дарій написав наказ: "Мною дається повеління, щоб у всякій області царства мого тремтіли і благоговіли перед Богом Даниїловим, тому що Він є Бог живий і присносущний, і Царство Його непохитне, і володіння Його вічне". (Дан. 6:1-28).
|        | І сказав цар, і привели тих мужів, що донесли на Даниїла, і повкидали до лев'ячої ями їх, їхніх дітей та їхніх жінок. І вони не сягнули ще до дна ями, як леви вже похапали їх, і поторощили всі їхні кості. |
| — 6:25 | |

## Дивись також
Книга Даниїла
Дарій, Кир Великий
Нововавилонське царство, Імперія Ахіменідів